# بيل كوري
بيل كوري (بالإنجليزية: Bill Currie)‏ هو لاعب كرة قاعدة أمريكي، ولد في 29 نوفمبر 1928 في ليري في الولايات المتحدة، وتوفي في 30 أكتوبر 2013 في أرلينغتون في الولايات المتحدة.

## وصلات خارجية
- بيل كوري على موقعبيزبول رفرنس.كوم (الدوري الرئيسي) (الإنجليزية)